# La Bisbal de Montsant
La Bisbal de Montsant est une commune de la province de Tarragone, en Catalogne, en Espagne, de la comarque de Priorat.

## Lieux et monuments
Au sein du village, l'église de la Nativitat est de style néoclassique avec quelques éléments baroques.
Un des endroits plus importants aux alentours du village est la Cova (grotte, en catalan) de Santa Llúcia. Située à 1,5 km du village, on y trouve une statue de la Sainte. Il y a une petite rivière à l'intérieur et la tradition dit que si on se lave les yeux avec cette eau, les maladies des yeux seront guéries. Pendant la Bataille de l'Ebre (1938), pendant la Guerre Civile Espagnole (1936-1939) la grotte devenu un hôpital militaire.